# Населённые пункты в составе Москвы
На 2021 год город федерального значения Москва содержит следующие населённые пункты (помимо самой Москвы):
- 6 городских населённых пунктов (в списке выделены оранжевым цветом), в том числе
  - 4 города;
  - 2 посёлка городского типа;
- 2 деревни и 7 посёлков без сельского населения (посёлки, которые являлись посёлками городского типа, в списке выделены серым цветом);
- 288 сельских населённых пунктов.

Населённые пункты не являются объектами территориального и муниципального устройства Москвы, тем не менее почти все они упоминаются как территории населённых пунктов, входящие в состав территориальных единиц — районов (поселений) и, некоторые, внутригородских муниципальных образований (внутригородских территорий города федерального значения) — муниципальных округов, они учитываются в ОКАТО и ОКТМО. Также в Росстате (ТЕРСОН-МО) выделяется городское и сельское население города Москвы.
С точки зрения территориального устройства населённые пункты на территории Москвы распределены по 8 административным округам:
- 1 полностью составляет территорию административного округа, границы 5 районов в округе проходят по его границам;
- 10 входят в состав 5 районов;
- 293 входят в состав поселений.

С точки зрения муниципального устройства:
- по границам 1 населённого пункта проходят границы 5 муниципальных округов (населённый пункт в ОКТМО не внесён);
- 10 входят в состав 5 муниципальных округов;
- 293 населённых пункта в составе 21 поселения и 2 городских округов (Троицк, Щербинка) в ОКТМО не отмечены, тем не менее сельское и городское население выделяется в муниципальных образованиях Новой Москвы. Причём учёт сельского населения характерен именно для Новой Москвы, в переписи 2002 года сельское население отсутствует (по переписи 1989 года существовало)[4].

В списке не учитываются населённые пункты, упразднённые или объединённые с другими населёнными пунктами, а также географические объекты, не внесённые в ОКАТО.
Существует также список географических объектов со статусом населённых пунктов согласно Общемосковскому классификатору территорий.

## Город, образующий административный округ

### Зеленоградский административный округ
Статус согласно переписи 2002 года: город, подчинённый администрации города Москвы. Сельское население отсутствует. Статус согласно ОКАТО до 2009 года: город. С 2009 года: Зеленоградский административный округ.
Согласно законам о территориальном делении и муниципальном устройстве Москвы: город, по границам которого проходят границы районов (муниципальных округов) Крюково, Матушкино, Савёлки, Старое Крюково, Силино.
| № | Населённый пункт | Тип   | Население |
| - | ---------------- | ----- | --------- |
| 1 | Зеленоград       | город | 270 527   |

## Населённые пункты в составе районов (муниципальных округов)
В переписи 2002 года Внуково, Восточный и Некрасовка учитываются как населённые пункты, подчинённые администрации города Москвы, и как посёлки городского типа, подчинённые администрациям административных округов. Сельское население отсутствует (по переписи 1989 года существовало), то есть все так называемые деревни и посёлки учитываются в составе посёлков городского типа. Остальные населённые пункты не учитываются.
Аналогичный статус до 2009 года у Внукова, Восточного и Некрасовки в ОКАТО, с 2009 года: районы с населёнными пунктами в их составе.
Фактически посёлки и деревни Восточного, Западного, Северо-Западного и Юго-Восточного административных округов являются не населёнными пунктами, а микрорайонами в составе районов и соответствующих муниципальных округов, учтёнными в ОКАТО и ОКТМО.

### Восточный административный округ

#### Восточный район (муниципальный округ)
| №        | Населённый пункт | Тип     | Население |
| -------- | ---------------- | ------- | --------- |
| 1        | Акулово          | посёлок |           |
| 2        | Восточный        | посёлок |           |
| 2.000001 | итого            |         | 12 454    |

### Западный административный округ

#### Район (муниципальный округ) Внуково
| №        | Населённый пункт | Тип     | Население |
| -------- | ---------------- | ------- | --------- |
| 1        | Внуково          | посёлок |           |
| 2        | Толстопальцево   | деревня |           |
| 3        | Толстопальцево   | посёлок |           |
| 3.000001 | итого            |         | 25 182    |

#### Район (муниципальный округ) Кунцево
Населённые пункты района Кунцево внесены в ОКАТО и в ОКТМО в 2012 году и вторично в ОКТМО  2013 году.
| №        | Населённый пункт | Тип     | Население |
| -------- | ---------------- | ------- | --------- |
| 1        | Мякинино         | деревня |           |
| 2        | Рублёво          | посёлок |           |
| 2.000001 | итого            |         | 151 447   |

### Северо-Западный административный округ

#### Район (муниципальный округ) Митино
Населённый пункт посёлок Новобратцевский в ОКАТО и ОКТМО внесён в 2012 году и вторично в ОКТМО в 2013 году.
| №        | Населённый пункт | Тип     | Население |
| -------- | ---------------- | ------- | --------- |
| 1        | Новобратцевский  | посёлок |           |
| 1.000001 | итого            |         | 198 194   |

### Юго-Восточный административный округ

#### Район (муниципальный округ) Некрасовка
Люберецкие Поля не образуют населённого пункта.
| №        | Населённый пункт | Тип     | Население |
| -------- | ---------------- | ------- | --------- |
| 1        | Некрасовка       | посёлок |           |
| 1.000001 | итого            |         | 112 860   |

## Населённые пункты в составе поселений
Населённые пункты на территории поселений и городских округов как внутригородских муниципальных образований (внутригородских территорий города федерального значения Москвы) не отмечаются и отсутствуют в ОКТМО, тем не менее сельское и городское население выделяется.

### Новомосковский административный округ

#### поселениеВнуковское
| №  | Населённый пункт                | Тип             | Население |
| -- | ------------------------------- | --------------- | --------- |
| 1  | 1-й Рабочий Посёлок             | посёлок         | 8         |
| 2  | Абабурово                       | посёлок         | 236       |
| 3  | Внуково                         | деревня         | 464       |
| 4  | Внуково                         | посёлок         | 315       |
| 5  | детского дома «Молодая гвардия» | посёлок         | 104       |
| 6  | ДСК «Мичуринец»                 | посёлок         | 798       |
| 7  | Изварино                        | деревня         | 179       |
| 8  | Ликова                          | деревня         | 122       |
| 9  | Минвнешторга                    | посёлок         | 584       |
| 10 | Пыхтино                         | деревня         | 155       |
| 11 | Рассказовка                     | деревня         | 408       |
| 12 | станции Внуково                 | посёлок станции | 314       |
| 13 | Шельбутово                      | деревня         | 100       |

#### поселениеВоскресенское
| №  | Населённый пункт                     | Тип     | Население |
| -- | ------------------------------------ | ------- | --------- |
| 1  | Городище                             | деревня | 124       |
| 2  | Губкино                              | деревня | 23        |
| 3  | Каракашево                           | деревня | 22        |
| 4  | Князево                              | деревня | 0         |
| 5  | Лаптево                              | деревня | 44        |
| 6  | Милорадово                           | деревня | 8         |
| 7  | подсобного хозяйства «Воскресенское» | посёлок | 6329      |
| 8  | Расторопово                          | деревня | 59        |
| 9  | Язово                                | деревня | 39        |
| 10 | Ямонтово                             | деревня | 224       |

#### поселениеДесёновское
| №  | Населённый пункт | Тип     | Население |
| -- | ---------------- | ------- | --------- |
| 1  | Ватутинки        | деревня | 11 081    |
| 2  | Власьево         | деревня | 94        |
| 3  | Десна            | деревня | 826       |
| 4  | Евсеево          | деревня | 63        |
| 5  | Киселёвка        | деревня | 26        |
| 6  | Кувекино         | деревня | 97        |
| 7  | Новинки          | деревня | 34        |
| 8  | Пенино           | деревня | 172       |
| 9  | Писково          | деревня | 103       |
| 10 | Пыхчево          | деревня | 26        |
| 11 | Станиславль      | деревня | 39        |
| 12 | Тупиково         | деревня | 89        |
| 13 | Черепово         | деревня | 50        |
| 14 | Яковлево         | деревня | 1048      |

#### поселениеКокошкино
| № | Населённый пункт | Тип            | Население |
| - | ---------------- | -------------- | --------- |
| 1 | Брёхово          | хутор          | 206       |
| 2 | Кокошкино        | дачный посёлок | 18 932    |
| 3 | Новобрёхово      | хутор          | 0         |
| 4 | Санино           | деревня        | 74        |

#### поселениеМарушкинское
| №  | Населённый пункт   | Тип             | Население |
| -- | ------------------ | --------------- | --------- |
| 1  | Акиньшино          | деревня         | 155       |
| 2  | Анкудиново         | деревня         | 6         |
| 3  | Большое Покровское | деревня         | 145       |
| 4  | Большое Свинорье   | деревня         | 27        |
| 5  | Власово            | деревня         | 78        |
| 6  | Давыдково          | деревня         | 127       |
| 7  | Кирпичного завода  | посёлок         | 12        |
| 8  | Красные Горки      | посёлок         | 61        |
| 9  | Крёкшино           | деревня         | 63        |
| 10 | Марушкино          | деревня         | 2904      |
| 11 | Постниково         | деревня         | 157       |
| 12 | совхоза «Крёкшино» | посёлок         | 1460      |
| 13 | Соколово           | деревня         | 51        |
| 14 | станции Крёкшино   | посёлок станции | 196       |
| 15 | Шарапово           | деревня         | 30        |

#### поселениеМосковский
| № | Населённый пункт       | Тип     | Население |
| - | ---------------------- | ------- | --------- |
| 1 | Говорово               | деревня | 192       |
| 2 | института полиомиелита | посёлок | 1241      |
| 3 | Картмазово             | деревня | 308       |
| 4 | Лапшинка               | деревня | 224       |
| 5 | Мешково                | деревня | 504       |
| 6 | Московский             | город   | 59 218    |
| 7 | Румянцево              | деревня | 673       |
| 8 | Саларьево              | деревня | 369       |
| 9 | Ульяновского лесопарка | посёлок | 24        |

#### поселение«Мосрентген»
| № | Населённый пункт  | Тип     | Население |
| - | ----------------- | ------- | --------- |
| 1 | Дудкино           | деревня | 128       |
| 2 | завода Мосрентген | посёлок | 16 462    |
| 3 | Мамыри            | деревня | 414       |

#### поселениеРязановское
| №  | Населённый пункт       | Тип     | Население |
| -- | ---------------------- | ------- | --------- |
| 1  | Алхимово               | деревня | 59        |
| 2  | Андреевское            | деревня | 39        |
| 3  | Армазово               | деревня | 53        |
| 4  | Девятское              | деревня | 301       |
| 5  | Ерино                  | деревня | 273       |
| 6  | Ерино                  | посёлок | 2692      |
| 7  | Знамя Октября          | посёлок | 7394      |
| 8  | Молодцы                | деревня | 105       |
| 9  | Мостовское             | деревня | 227       |
| 10 | Никульское             | деревня | 63        |
| 11 | Остафьево              | посёлок | 371       |
| 12 | Остафьево              | село    | 1149      |
| 13 | Рыбино                 | деревня | 54        |
| 14 | Рязаново               | деревня | 126       |
| 15 | Сальково               | деревня | 297       |
| 16 | Старосырово            | деревня | 90        |
| 17 | Студенцы               | деревня | 48        |
| 18 | Тарасово               | деревня | 56        |
| 19 | фабрики имени 1-го Мая | посёлок | 3103      |

#### поселениеСосенское
| №  | Населённый пункт | Тип     | Население |
| -- | ---------------- | ------- | --------- |
| 1  | Бачурино         | деревня | 144       |
| 2  | Газопровод       | посёлок | 2443      |
| 3  | Зимёнки          | деревня | 97        |
| 4  | Коммунарка       | посёлок | 5223      |
| 5  | Ларёво           | деревня | 77        |
| 6  | Летово           | деревня | 178       |
| 7  | Макарово         | деревня | 46        |
| 8  | Николо-Хованское | деревня | 125       |
| 9  | Прокшино         | деревня | 32        |
| 10 | Сосенки          | деревня | 631       |
| 11 | Столбово         | деревня | 203       |

#### поселениеФилимонковское
| №  | Населённый пункт | Тип     | Население |
| -- | ---------------- | ------- | --------- |
| 1  | Бурцево          | деревня | 36        |
| 2  | Валуево          | посёлок | 402       |
| 3  | Верхнее Валуево  | деревня | 189       |
| 4  | Голенищево       | деревня | 16        |
| 5  | Кнутово          | деревня | 14        |
| 6  | Кончеево         | деревня | 2         |
| 7  | Марьино          | деревня | 247       |
| 8  | Марьино          | посёлок | 2301      |
| 9  | Нижнее Валуево   | деревня | 24        |
| 10 | Пушкино          | деревня | 104       |
| 11 | Радиоцентр       | посёлок | 305       |
| 12 | Середнево        | деревня | 21        |
| 13 | Староселье       | деревня | 30        |
| 14 | Филимонки        | посёлок | 2453      |
| 15 | Харьино          | деревня | 73        |

#### поселение (городской округ)Щербинка
| № | Населённый пункт | Тип   | Население |
| - | ---------------- | ----- | --------- |
| 1 | Щербинка         | город | 56 531    |

### Троицкий административный округ

#### поселениеВороновское
| №  | Населённый пункт       | Тип     | Население |
| -- | ---------------------- | ------- | --------- |
| 1  | Бабенки                | деревня | 105       |
| 2  | Бакланово              | деревня | 51        |
| 3  | Безобразово            | деревня | 33        |
| 4  | Богоявление            | село    | 38        |
| 5  | Вороново               | село    | 301       |
| 6  | Ворсино                | деревня | 22        |
| 7  | Голохвастово           | деревня | 43        |
| 8  | дома отдыха «Вороново» | посёлок | 1498      |
| 9  | Косовка                | деревня | 102       |
| 10 | ЛМС                    | посёлок | 5238      |
| 11 | Львово                 | деревня | 168       |
| 12 | Никольское             | село    | 30        |
| 13 | Новогромово            | деревня | 22        |
| 14 | Покровское             | село    | 28        |
| 15 | Рыжово                 | деревня | 29        |
| 16 | Сахарово               | деревня | 74        |
| 17 | Свитино                | село    | 16        |
| 18 | Семенково              | деревня | 26        |
| 19 | Троица                 | деревня | 23        |
| 20 | Филино                 | деревня | 15        |
| 21 | Юдановка               | деревня | 174       |
| 22 | Юрьевка                | деревня | 23        |
| 23 | Ясенки                 | деревня | 80        |

#### поселениеКиевский
| № | Населённый пункт   | Тип              | Население |
| - | ------------------ | ---------------- | --------- |
| 1 | Киевский           | рабочий посёлок  | 13 942    |
| 2 | Мачихино           | деревня          | 1         |
| 3 | разъезда Пожитково | посёлок разъезда | 14        |
| 4 | станции Мачихино   | посёлок станции  | 50        |
| 5 | Шеломово           | деревня          | 158       |

#### поселениеКлёновское
| №  | Населённый пункт | Тип     | Население |
| -- | ---------------- | ------- | --------- |
| 1  | Акулово          | деревня | 33        |
| 2  | Вяткино          | деревня | 10        |
| 3  | Давыдово         | деревня | 75        |
| 4  | Дубовка          | деревня | 31        |
| 5  | Жохово           | деревня | 20        |
| 6  | Зыбино           | деревня | 10        |
| 7  | Киселёво         | деревня | 40        |
| 8  | Клёново          | село    | 2177      |
| 9  | Коротыгино       | деревня | 4         |
| 10 | Лукошкино        | деревня | 100       |
| 11 | Маврино          | деревня | 16        |
| 12 | Мешково          | деревня | 16        |
| 13 | Никоново         | деревня | 6         |
| 14 | Починки          | деревня | 12        |
| 15 | Сальково         | село    | 13        |
| 16 | Свитино          | деревня | 11        |
| 17 | Старогромово     | деревня | 6         |
| 18 | Товарищево       | деревня | 2         |
| 19 | Чегодаево        | деревня | 7         |
| 20 | Чернецкое        | деревня | 45        |
| 21 | Чириково         | деревня | 25        |
| 22 | Юрово            | деревня | 0         |

#### поселениеКраснопахорское
| №  | Населённый пункт            | Тип     | Население |
| -- | --------------------------- | ------- | --------- |
| 1  | Былово                      | село    | 422       |
| 2  | Варварино                   | деревня | 25        |
| 3  | Городок                     | деревня | 7         |
| 4  | Колотилово                  | деревня | 10        |
| 5  | Красная Пахра               | село    | 2434      |
| 6  | Красная Пахра               | деревня | 173       |
| 7  | Красное                     | посёлок | 84        |
| 8  | Красное                     | село    | 419       |
| 9  | Малыгино                    | деревня | 13        |
| 10 | Подосинки                   | деревня | 21        |
| 11 | подсобного хозяйства Минзаг | посёлок | 249       |
| 12 | Поляны                      | деревня | 4         |
| 13 | Раево                       | деревня | 34        |
| 14 | Романцево                   | деревня | 7         |
| 15 | Софьино                     | деревня | 33        |
| 16 | Страдань                    | деревня | 35        |
| 17 | Чириково                    | деревня | 37        |
| 18 | Шарапово                    | деревня | 2         |
| 19 | Шахово                      | деревня | 5         |
| 20 | Юрово                       | деревня | 12        |

#### поселениеМихайлово-Ярцевское
| №  | Населённый пункт          | Тип     | Население |
| -- | ------------------------- | ------- | --------- |
| 1  | Акулово                   | деревня | 4         |
| 2  | Армейский                 | посёлок | 124       |
| 3  | Дешино                    | деревня | 75        |
| 4  | дома отдыха «Плесково»    | посёлок | 218       |
| 5  | Дровнино                  | деревня | 40        |
| 6  | Заболотье                 | деревня | 0         |
| 7  | Исаково                   | деревня | 46        |
| 8  | Конаково                  | деревня | 21        |
| 9  | Лужки                     | деревня | 9         |
| 10 | Михайловского лесничества | посёлок | 2         |
| 11 | Михайловское              | село    | 146       |
| 12 | Новомихайловское          | деревня | 62        |
| 13 | Пудово-Сипягино           | деревня | 3         |
| 14 | Секерино                  | посёлок | 125       |
| 15 | Сенькино-Секерино         | деревня | 64        |
| 16 | Терехово                  | деревня | 18        |
| 17 | Шишкин Лес                | посёлок | 3913      |
| 18 | Ярцево                    | деревня | 17        |

#### поселениеНовофёдоровское
| №  | Населённый пункт | Тип     | Население |
| -- | ---------------- | ------- | --------- |
| 1  | Алымовка         | деревня | 11        |
| 2  | Архангельское    | деревня | 12        |
| 3  | Белоусово        | деревня | 24        |
| 4  | Голохвастово     | деревня | 0         |
| 5  | Долгино          | деревня | 0         |
| 6  | Зверево          | деревня | 50        |
| 7  | Зосимова Пустынь | посёлок | 23        |
| 8  | Игнатово         | деревня | 3         |
| 9  | Капустинка       | посёлок | 5         |
| 10 | Круги            | посёлок | 0         |
| 11 | Кузнецово        | деревня | 774       |
| 12 | Лукино           | деревня | 0         |
| 13 | Малеевка         | деревня | 1         |
| 14 | Новиково         | деревня | 10        |
| 15 | Ожигово          | деревня | 102       |
| 16 | Пахорка          | деревня | 38        |
| 17 | Рассудово        | деревня | 269       |
| 18 | Рассудово        | посёлок | 327       |
| 19 | Руднево          | деревня | 187       |
| 20 | Талызина         | хутор   | 24        |
| 21 | Фёдоровское      | деревня | 3         |
| 22 | Хмырово          | деревня | 0         |
| 23 | Хутора Гуляевы   | хутор   | 6         |
| 24 | Юрьево           | деревня | 27        |
| 25 | Яковлевское      | деревня | 4138      |

#### поселениеПервомайское
| №  | Населённый пункт | Тип     | Население |
| -- | ---------------- | ------- | --------- |
| 1  | Бараново         | деревня | 42        |
| 2  | Ботаково         | деревня | 49        |
| 3  | Верховье         | деревня | 18        |
| 4  | Горчаково        | деревня | 32        |
| 5  | Губцево          | деревня | 15        |
| 6  | Елизарово        | деревня | 48        |
| 7  | Жуковка          | деревня | 204       |
| 8  | Ивановское       | деревня | 73        |
| 9  | Ильичёвка        | хутор   | 495       |
| 10 | Каменка          | деревня | 0         |
| 11 | Клоково          | деревня | 5         |
| 12 | Конюшково        | деревня | 6         |
| 13 | Кривошеино       | деревня | 13        |
| 14 | Кукшево          | деревня | 0         |
| 15 | Марфино          | деревня | 1         |
| 16 | Милюково         | деревня | 15        |
| 17 | Настасьино       | деревня | 70        |
| 18 | Первомайское     | посёлок | 1292      |
| 19 | Поповка          | деревня | 97        |
| 20 | Птичное          | посёлок | 4262      |
| 21 | Пучково          | деревня | 353       |
| 22 | Пятовское        | деревня | 0         |
| 23 | Рогозинино       | деревня | 24        |
| 24 | Рожново          | деревня | 0         |
| 25 | Уварово          | деревня | 20        |
| 26 | Фоминское        | деревня | 20        |
| 27 | Хатминки         | деревня | 10        |
| 28 | Ширяево          | деревня | 73        |

#### поселениеРоговское
| №  | Населённый пункт | Тип     | Население |
| -- | ---------------- | ------- | --------- |
| 1  | Богородское      | деревня | 9         |
| 2  | Бунчиха          | деревня | 98        |
| 3  | Васюнино         | деревня | 73        |
| 4  | Горнево          | деревня | 4         |
| 5  | Дмитровка        | деревня | 1         |
| 6  | Ильино           | деревня | 45        |
| 7  | Каменка          | деревня | 151       |
| 8  | Клёновка         | деревня | 19        |
| 9  | Климовка         | деревня | 6         |
| 10 | Кресты           | деревня | 148       |
| 11 | Круча            | деревня | 3         |
| 12 | Кузовлёво        | деревня | 13        |
| 13 | Лопатино         | деревня | 5         |
| 14 | Лыковка          | деревня | 1         |
| 15 | Петрово          | деревня | 8         |
| 16 | Рогово           | посёлок | 1984      |
| 17 | Рождественно     | деревня | 2         |
| 18 | Спас-Купля       | деревня | 26        |
| 19 | Тетеринки        | деревня | 17        |

#### поселение (городской округ)Троицк
| № | Населённый пункт | Тип   | Население |
| - | ---------------- | ----- | --------- |
| 1 | Троицк           | город | 71 615    |

#### поселениеЩаповское
| №  | Населённый пункт            | Тип     | Население |
| -- | --------------------------- | ------- | --------- |
| 1  | Александрово                | деревня | 67        |
| 2  | Батыбино                    | деревня | 90        |
| 3  | дома отдыха «Пахра»         | посёлок | 334       |
| 4  | дорожно-ремонтного пункта-3 | посёлок | 836       |
| 5  | Иваньково                   | деревня | 17        |
| 6  | Костишово                   | деревня | 12        |
| 7  | Кузенево                    | деревня | 104       |
| 8  | Курилово                    | посёлок | 1647      |
| 9  | Овечкино                    | деревня | 19        |
| 10 | Ознобишино                  | село    | 298       |
| 11 | Пёсье                       | деревня | 94        |
| 12 | Русино                      | деревня | 40        |
| 13 | Сатино-Русское              | деревня | 75        |
| 14 | Сатино-Татарское            | деревня | 61        |
| 15 | Спортбазы                   | посёлок | 407       |
| 16 | Троицкое                    | деревня | 156       |
| 17 | Шаганино                    | деревня | 75        |
| 18 | Щапово                      | посёлок | 2697      |